# Арт Гарфанкел
Артур Ајра Гарфанкел (енгл. Arthur Ira Garfunkel; 5. новембар 1941) амерички је певач, глумац и песник. Најпознатији је по сарадњи са Полом Сајмоном у двојцу Simon & Garfunkel. Након распада групе започео је соло каријеру током које је издао десет студијских албума. Током живота је доста пута прекидао музичку каријеру због разних проблема међу којима су били самоубиство његове девојке, смрт оца и проблеми са гласом. Такође је био ухапшен два пута због поседовања марихуане.
Гарфанкел се поред музике бави глумом и писањем поезије. Тумачио је главну улогу у филмовима Сексуално сазнање и Лош тајминг.
Добитник је бројних награда међу којима се издваја Греми за снимак године освојен два пута за песме Mrs. Robinson и Bridge over Troubled Water.

## Дискографија

### Simon & Garfunkel
- Wednesday Morning, 3 A.M. (1964)
- Sounds of Silence (1966)
- Parsley, Sage, Rosemary and Thyme (1966)
- Bookends (1968)
- Bridge over Troubled Water (1970)

### Соло
- Angel Clare (1973)
- Breakaway (1975)
- Watermark (1977)
- Fate for Breakfast (1979)
- Scissors Cut (1981)
- The Animals' Christmas (1985)
- Lefty (1988)
- Songs from a Parent to a Child (1997)
- Everything Waits to Be Noticed (2002)
- Some Enchanted Evening (2007)